# Villa Dancourt
La villa Dancourt est une voie privée du 18e arrondissement de Paris.  

## Situation et accès
Longue de 140 mètres, cette voie commence rue Dancourt et finit 104, boulevard de Rochechouart.
Le quartier est desservi par la ligne 2 aux stations Anvers et Pigalle et par la ligne 12 aux stations Abbesses et Pigalle.

## Origine du nom

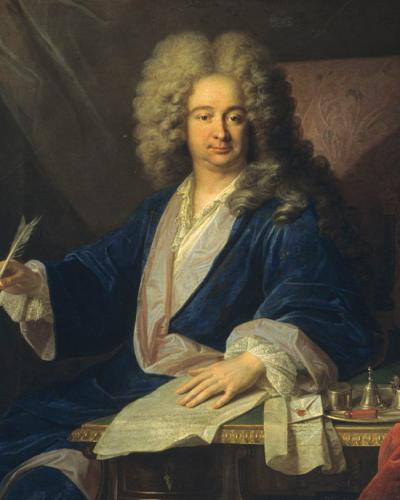
Florent Carton dit Dancourt.

Elle prend son nom du voisinage avec la rue Dancourt qui porte le nom de l'acteur et auteur dramatique français, Florent Carton dit Dancourt (1661-1725).

## Historique
La création de la villa Dancourt, vers 1933, a été effectuée sur l'emplacement de la cité des Bains, ainsi appelée en raison d'un établissement de bains qui y était installé depuis 1853, qui comprenait les allées des Bains, Devillers, Crouslé, Fleury et Jules-Constant.
La voie est créée et prend sa dénomination actuelle en 1984.

## Bâtiments remarquables et lieux de mémoire
- No 2 :  Joséphine Baker et le chef d'orchestre Jo Bouillon ont habité à cette adresse pendant la Seconde Guerre mondiale[1]. Michou, illustre personnage des nuits parisiennes, y a vécu jusqu’à son décès en 2020[2].
- No 5 : emplacement du « pressoir Bénédicite » appartenant à l’abbaye de Montmartre. L’acte le plus ancien le mentionnant date de 1303[3]